# Hildegard Lullies
Hildegard Lullies (* 10. März 1902 in Königsberg; † 30. Januar 1980 in Berlin) war eine deutsche Bibliothekarin.

## Leben
Lullies studierte Rechts- und Staatswissenschaften in Königsberg, wo sie 1926 auch promoviert wurde. Von 1927 bis 1931 war sie wissenschaftliche Hilfsarbeiterin in der Bibliothek des Preußischen Statistischen Landesamts in Berlin. 1932 legte sie das Diplom-Examen für den gehobenen Dienst ab, 1934 folgte die Ergänzungsprüfung für den Volksbibliotheksdienst. 1939 wurde Lullies Wissenschaftliche Hilfsarbeiterin in der Staatsbibliothek in Berlin. 1949 ging sie als stellvertretende Leiterin an die Wissenschaftliche Zentralbibliothek, 1954 an die Amerika-Gedenkbibliothek. 1955 schließlich wurde sie Leiterin des Berliner Gesamtkatalogs, was sie bis zu ihrer Pensionierung 1967 blieb. Nebenamtlich war sie als Dozentin an der Berliner Bibliotheksschule tätig. 

## Werke
- Zur Handelspolitik Friedrich des Grossen, Königsberg i.Pr.: Lankeit 1926 (Königsberg, Univ., Diss., 1926).
- Hg.: Berliner Gesamtkatalog: Sigelverzeichnis 1958 / Hildegard Lullies, Berlin-Dahlem: Berliner Gesamtkatalog 1958.
- Hg.: Verzeichnis der Bibliotheken in Berlin (West), Berlin: Spitzing 1966.
- Die Nachkommen und deren Ehegatten von Selmar von Petzinger <1634-1901> und Emma von Petzinger geb. Lefèvre <1845-1927> auf Gut Adl. Gurren, Kreis Angerburg, Ostpreußen bis zum 31.12.1972, Berlin 1973.